# الشركة السعودية لتهيئة وصيانة الطائرات
الشركة السعودية لتهيئة وصيانة الطائرات (بالإنجليزية: GDC Middle East)‏ شركة متخصصة في صيانة وإصلاح الطائرات وهياكلها وقطع غيارها وأجهزة الملاحة الجوية. تأسست في شهر مارس 2015، من قبل صندوق الاستثمارات العامة في المملكة العربية السعودية بعد أن استحوذ على بعض من الشركات الرائدة عالمياً في عدد من الدول المتقدمة في صناعة الطيران. وتسعى الشركة إلي تحقيق تنمية مستدامة وتعزيز القدرات الوطنية في صناعة وهندسة الطائرات وتشمل خدماتها التصاميم والتراخيص والتطوير الهندسي وتعديل وتطوير هياكل الطائرات وخدمات الصيانة والدعم الفني وخدمات الإمداد وصيانة وتوضيب وإصلاح قطع الطائرات.

## نبذة
بمبادرة من صندوق الاستثمارات العامة السعودي، تم تأسيس الشركة السعودية لتهيئة وصيانة الطائرات، كأولى الخطوات الاستراتيجية وكجزء من استثماراته المباشرة لتطوير ونقل المعرفة والتقنية وبناء الخبرات في مجالات الصيانة وهندسة الطيران والبحث والتطوير، مع رؤية بناء شركة رائدة في مجال صناعة الدفاع والطيران تنافس عالميا. ورسالة للإستثمار في الطاقات البشرية والتكنولوجية المتطورة لتقديم حلول متكاملة ذات قيمة مضافة للاقتصاد الوطني. مع التزامنا بدعم رؤية المملكة 2030 لتوطين ما يزيد على (50%) من الإنفاق العسكري وذلك من خلال بناء قدرات وطنية تساعد القطاعات العسكرية في تطوير وتعديل الطائرات التابعة لها بتقنيات رفيعة المستوى. وذلك بتقديم حلول هندسية متكاملة تشمل الدراسات والتصاميم الهندسية التفصيلية والوثائق المرتبطة بها وأعمال البحث والتطوير، بما يساهم في تحسين مستوى اكتفائنا الذاتي في مجالات التصنيع العسكري والخدمات المساندة.